# آتشفشان بارو
آتشفشان بارو (به اسپانیایی: Volcán Barú) یا آتشفشان چیریکوی (به اسپانیایی: Volcán de Chiriqui) آتشفشانی چینه‌ای به ارتفاع ۳۴۷۴ متر واقع در رشته‌کوه تالامانکا در غرب پاناما و نزدیک به مرز کاستاریکا در آمریکای مرکزی است. این آتشفشان که بخشی از پارک ملی بارو را نیز تشکیل می‌دهد در عین حال بلندترین کوه پاناما است.
آتشفشان بارو تنها جایی در جهان است که می توانید طلوع خورشید در اقیانوس آرام و غروب خورشید در اقیانوس اطلس را از یک نقطه تماشا کنید.

## مشخصات و موقعیت

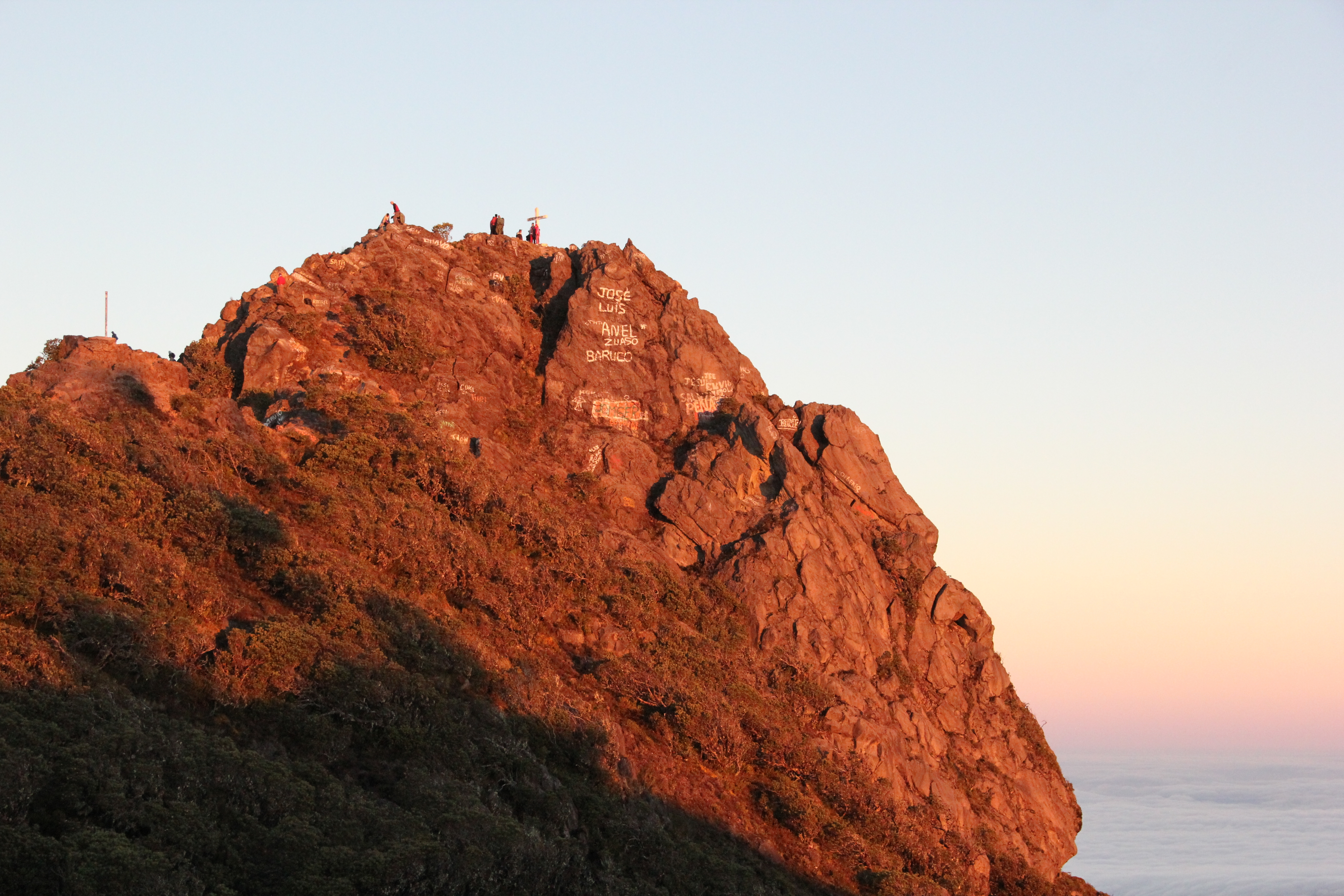
آتشفشان بارو

آتشفشان بارو غربی‌ترین آتشفشان در کشور پاناما است که در فاصلهٔ ۳۵ کیلومتری شرق مرز این کشور با کاستا ریکا در رشته‌کوه تالامانکا قرار دارد.این آتشفشان چینه‌ای مختلط ساختاری عمدتاً آندزیتی داشته و پوشیده از جنگل است. آتشفشان بارو در حین حال بلندترین کوه پاناما است و به همین دلیل چندین دکل مخابراتی بر بلندای قلهٔ آن کار گذاشته شده است.
بخش اصلی آتشفشان بارو در اصل باقی‌ماندهٔ کوتاه‌شده‌ای از یک آتشفشان چینه‌ای بزرگتر به ارتفاع احتمالاً ۴۰۰۰ متر است. کاسه آتشفشانی نعلی‌شکلی به قطر ۶ کیلومتر در قلهٔ بارو قرار دارد که بیشتر به سمت غرب گشوده است و درنتیجهٔ رانش زمین بزرگی که احتمالاً در بیش از ۵۰ هزار سال پیش روی داده و منجر به سقوط آتشفشان اصلی و وقوع بهمن واریزهٔ عظیمی در غرب آن شد به وجود آمده است. فوران‌های پس از این فروریختگی، گنبدهای گدازه‌ای را در درون کاسهٔ آتشفشانی به‌وجود آورده‌اند که ارتفاعشان حتی از ارتفاع لبهٔ کالدرا نیز فراتر رفته است.
بارو جوانترین آتشفشان مهم پاناما است و پروژه‌هایی زمین‌گرمایی به منظور تعیین میزان انرژی بالقوهٔ این آتشفشان در دستور کار قرار دارد.

## فعالیت‌های آتشفشانی
فوران‌های بارو از نوع انفجاری هستند و وقوع یک فوران انفجاری عظیم در سال ۷۷۰ منجر به نابودی سکونتگاه‌های واقع در شمال غربی آتشفشان شد. امروزه این منطقه با عنوان سایت باستانشناسی سرو پونتا شناخته می‌شود. آخرین فوران این آتشفشان در سال ۱۵۵۰ با احتساب ۱۰ سال بیشتر یا کتر روی داده است.

## خطرات احتمالی
آتشفشان بارو بر دره‌هایی پرجمعیت در غرب و شرق آن سایه افکنده است و بیش از ۱۰ هزار نفر نیز در مناطق مجاور آتشفشان زندگی می‌کنند. این موضوع سبب‌شده تا وقوع فوران آتشفشان در آینده تهدیدی جدی برای این مناطق به شمار آید. از سوی دیگر بزرگراه پان-آمریکن که از آمریکای شمالی تا آمریکای جنوبی امتداد دارد در ۳۰ کیلومتری جنوب این آتشفشان واقع است.
فوران‌های تاریخی آتشفشان بارو معمولاً با ریزش گستردهٔ تفرا تا فاصلهٔ ۱۰۰ کیلومتری، جریان‌های آذرآواری و لاهار (گل‌روانه) همراه بوده است. در صورت فوران دوبارهٔ این آتشفشان، ریزش تفرا می‌تواند منجر به تیره‌شدن آسمان و فروریختن سقف برخی از خانه‌ها و وحشت اهالی شود. جریان‌های آذرآواری خروجی از دهانهٔ اتشفشان در طی ۱۶۰۰ سال گذشته مسیری به سمت غرب را پیموده است که امروزه شهر ولکان در این مسیر ساخته شده‌است. وقوع گل‌روانه‌ای بزرگ نیز می‌تواند منطقه‌ای دره‌ای از لا کونسپسیون تا ریو کالدرا را در برگیرد.

## نگارخانه

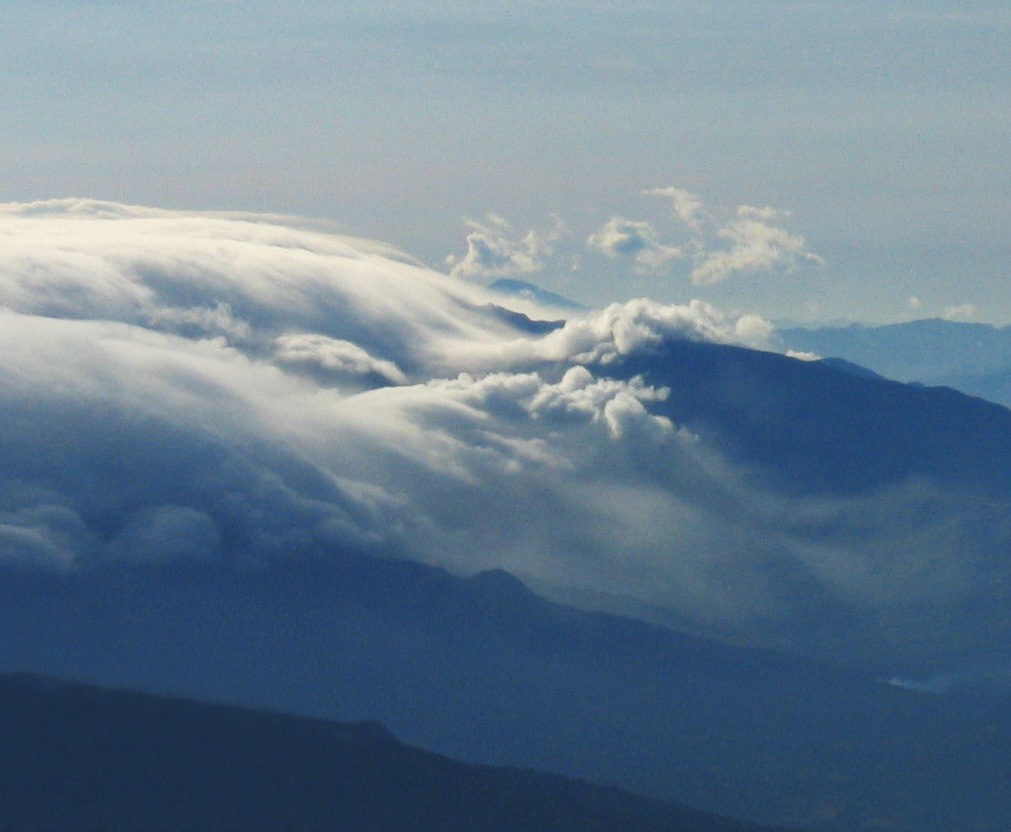
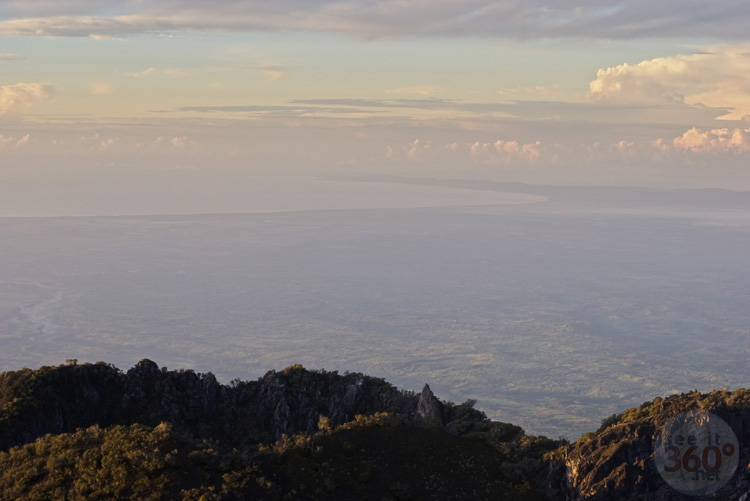